# Łotwa na Letnich Igrzyskach Olimpijskich 2012
Łotwę na Letnich Igrzyskach Olimpijskich 2012 reprezentowało 45 zawodników: 31 mężczyzn i 14 kobiet. Był to 10 start reprezentacji Łotwy na letnich igrzyskach olimpijskich.

## Zdobyte medale
| Medal | Zawodnik                       | Dyscyplina        | Konkurencja      | Rezultat |
| ----- | ------------------------------ | ----------------- | ---------------- | --- |
| Złoto | Māris Štrombergs               | Kolarstwo         | BMX mężczyźni    | 37,576 |
| Brąz  | Mārtiņš Pļaviņš, Jānis Šmēdiņš | Siatkówka plażowa | turniej mężczyzn | w pojedynku o brązowy medal pokonali holenderską parę Reinder Nummerdor Richard Schuil 2:1 (19:21, 21:19, 15:11) |

## Skład kadry

### Gimnastyka
Mężczyźni
| Zawodnik           | Konkurencje            | Konkurencje            | Konkurencje     | Konkurencje     | Konkurencje                 | Konkurencje                 | Konkurencje          | Konkurencje          | Konkurencje            | Konkurencje            | Konkurencje         | Konkurencje         | Konkurencje | Konkurencje | Konkurencje        | Konkurencje        |
| Zawodnik           | Wielobój indywidualnie | Wielobój indywidualnie | Ćwiczenia wolne | Ćwiczenia wolne | Ćwiczenia na koniu z łękami | Ćwiczenia na koniu z łękami | Ćwiczenia na kółkach | Ćwiczenia na kółkach | Ćwiczenia na poręczach | Ćwiczenia na poręczach | Ćwiczenia na drążku | Ćwiczenia na drążku | Skoki       | Skoki       | Wielobój drużynowy | Wielobój drużynowy |
| Zawodnik           | Wynik                  | Pozycja                | Wynik           | Pozycja         | Wynik                       | Pozycja                     | Wynik                | Pozycja              | Wynik                  | Pozycja                | Wynik               | Pozycja             | Wynik       | Pozycja     | Wynik              | Pozycja            |
| ------------------ | ---------------------- | ---------------------- | --------------- | --------------- | --------------------------- | --------------------------- | -------------------- | -------------------- | ---------------------- | ---------------------- | ------------------- | ------------------- | ----------- | ----------- | ------------------ | ------------------ |
| Dmitrijs Trefilovs | 82,565                 | 38.                    | 12,900          | 68.             | 14,233                      | 24.                         | 13,133               | 67.                  | 13,533                 | 61.                    | 14,033              | 42.                 | 14,733      | 63.         |                    |                    |

### Judo
Mężczyźni
| Zawodnik                | Konkurencja | 1/32             | 1/16                         | 1/8                       | Ćwierćfinał      | Półfinał         | Pierwsza runda repasaży | Półfinał repasaży | Finał            | Finał   |
| Zawodnik                | Konkurencja | Przeciwnik Wynik | Przeciwnik Wynik             | Przeciwnik Wynik          | Przeciwnik Wynik | Przeciwnik Wynik | Przeciwnik Wynik        | Przeciwnik Wynik  | Przeciwnik Wynik | Pozycja |
| ----------------------- | ----------- | ---------------- | ---------------------------- | ------------------------- | ---------------- | ---------------- | ----------------------- | ----------------- | ---------------- | ------- |
| Konstantins Ovčiņņikovs | −81 kg      |                  | Leandro Guilheiro 0002- 0010 | → Nie awansował           | → Nie awansował  | → Nie awansował  | → Nie awansował         | → Nie awansował   | → Nie awansował  | 17.     |
| Jevgēņijs Borodavko     | −100 kg     |                  | Anthony Liu 0100 -0000       | Dimitri Peters 0000- 0011 | → Nie awansował  | → Nie awansował  | → Nie awansował         | → Nie awansował   | → Nie awansował  | 9.      |

### Kajakarstwo
Mężczyźni
| Zawodnik                           | Konkurencja | Eliminacje | Eliminacje | Półfinały | Półfinały | Finał A/B | Finał A/B | Pozycja |
| Zawodnik                           | Konkurencja | Czas       | Pozycja    | Czas      | Pozycja   | Czas      | Pozycja   | Pozycja |
| ---------------------------------- | ----------- | ---------- | ---------- | --------- | --------- | --------- | --------- | ------- |
| Krists Straume Aleksejs Rumjancevs | K-2 200m    | 34,447     | 5.         | 34,140    | 5.        | 36,336    | 3. (B)    | 11.     |

### Kolarstwo

#### Kolarstwo szosowe
| Zawodnik            | Konkurencja                    | Czas    | Pozycja |
| ------------------- | ------------------------------ | ------- | ------- |
| Aleksejs Saramotins | wyścig ze startu wspólnego (m) | 5:46:37 | 56.     |

#### Kolarstwo BMX
| Zawodnik         | Konkurencja | Eliminacje | Eliminacje | Ćwierćfinał | Ćwierćfinał | Półfinał | Półfinał | Finał           | Finał           |
| Zawodnik         | Konkurencja | Wynik      | Miejsce    | Wynik       | Miejsce     | Wynik    | Miejsce  | Wynik           | Miejsce         |
| ---------------- | ----------- | ---------- | ---------- | ----------- | ----------- | -------- | -------- | --------------- | --------------- |
| Māris Štrombergs | mężczyźni   | 38,697     | 11.        | 8           | 2.          | 10       | 6.       | 37,576          | złoto           |
| Rihards Veide    | mężczyźni   | 38,753     | 13.        | 19          | 4.          | 18       | 13.      | → Nie awansował | → Nie awansował |
| Edžus Treimanis  | mężczyźni   | DNF        | 32.        | 12          | 2.          | 14       | 9.       | → Nie awansował | → Nie awansował |

Kobiety
| Zawodniczka       | Konkurencja | Eliminacje | Eliminacje | Półfinał | Półfinał | Finał            | Finał            |
| Zawodniczka       | Konkurencja | Wynik      | Miejsce    | Wynik    | Miejsce  | Wynik            | Miejsce          |
| ----------------- | ----------- | ---------- | ---------- | -------- | -------- | ---------------- | ---------------- |
| Sandra Aleksejeva | kobiety     | 41,752     | 13.        | 19       | 14.      | → Nie awansowała | → Nie awansowała |

### Lekkoatletyka
Mężczyźni
Konkurencje biegowe
| Zawodnik             | Konkurencja | Eliminacje | Eliminacje | Ćwierćfinał | Ćwierćfinał | Półfinał        | Półfinał        | Finał              | Finał              |
| Zawodnik             | Konkurencja | Wynik      | Miejsce    | Wynik       | Miejsce     | Wynik           | Miejsce         | Wynik              | Miejsce            |
| -------------------- | ----------- | ---------- | ---------- | ----------- | ----------- | --------------- | --------------- | ------------------ | ------------------ |
| Jānis Leitis         | 400 m       | 46,41      | 5.         |             |             | → Nie awansował | → Nie awansował | → Nie awansował    | → Nie awansował    |
| Dmitrijs Jurkevičs   | 1500 m      | 3:41,40    | 9.         |             |             | → Nie awansował | → Nie awansował | → Nie awansował    | → Nie awansował    |
| Valērijs Žolnerovičs | maraton     |            |            |             |             |                 |                 | Nie ukończył biegu | Nie ukończył biegu |
| Arnis Rumbenieks     | chód 20 km  |            |            |             |             |                 |                 | 1:26,26            | 45.                |
| Igors Kazakevičs     | chód 50 km  |            |            |             |             |                 |                 | 4:06:47            | 45.                |

Konkurencje techniczne
| Zawodnik           | Konkurencja    | Kwalifikacje | Kwalifikacje       | Finał              | Finał              |
| Zawodnik           | Konkurencja    | Wynik        | Miejsce            | Wynik              | Miejsce            |
| ------------------ | -------------- | ------------ | ------------------ | ------------------ | ------------------ |
| Māris Urtāns       | pchnięcie kulą | 19,13        | 27.                | → Nie awansował    | → Nie awansował    |
| Ainārs Kovals      | rzut oszczepem | 79,19        | 17.                | → Nie awansował    | → Nie awansował    |
| Vadims Vasiļevskis | rzut oszczepem | 72,81        | 38.                | → Nie awansował    | → Nie awansował    |
| Zigismunds Sirmais | rzut oszczepem | NM           | nie sklasyfikowany | nie sklasyfikowany | nie sklasyfikowany |
| Igors Sokolovs     | rzut młotem    | 72,76        | 21.                | → Nie awansował    | → Nie awansował    |
| Mareks Ārents      | skok o tyczce  | 5,35         | 22.                | → Nie awansował    | → Nie awansował    |

| Zawodnik     | Konkurencje   | Konkurencje                | Wyniki  | Punkty | Miejsce |
| ------------ | ------------- | -------------------------- | ------- | ------ | ------- |
| Edgars Eriņš | dziesięciobój | bieg 100 m                 | 10,99   | 863    | 17.     |
| Edgars Eriņš | dziesięciobój | skok w dal                 | 6,98    | 809    | 22.     |
| Edgars Eriņš | dziesięciobój | pchnięcie kulą             | 13,45   | 695    | 27.     |
| Edgars Eriņš | dziesięciobój | skok wzwyż                 | 1,93    | 740    | 24.     |
| Edgars Eriņš | dziesięciobój | bieg 400 m                 | 50,62   | 786    | 24.     |
| Edgars Eriņš | dziesięciobój | bieg na 110 m przez płotki | 15,22   | 823    | 25.     |
| Edgars Eriņš | dziesięciobój | rzut dyskiem               | 45,10   | 769    | 14.     |
| Edgars Eriņš | dziesięciobój | skok o tyczce              | 4,50    | 760    | 21.     |
| Edgars Eriņš | dziesięciobój | rzut oszczepem             | 57,35   | 698    | 17.     |
| Edgars Eriņš | dziesięciobój | bieg na 1500 m             | 4:35,88 | 706    | 9.      |
| Edgars Eriņš | dziesięciobój | Finał                      |         | 7649   | 22.     |

Kobiety
Konkurencje biegowe
| Zawodnik          | Konkurencja           | Eliminacje | Eliminacje | Ćwierćfinał | Ćwierćfinał | Półfinał | Półfinał | Finał   | Finał   |
| Zawodnik          | Konkurencja           | Wynik      | Miejsce    | Wynik       | Miejsce     | Wynik    | Miejsce  | Wynik   | Miejsce |
| ----------------- | --------------------- | ---------- | ---------- | ----------- | ----------- | -------- | -------- | ------- | ------- |
| Dace Lina         | maraton               |            |            |             |             |          |          | 2:47:47 | 98.     |
| Poļina Jeļizarova | 3000 m z przeszkodami | 9:27,21    | 4.         |             |             |          |          | 9:38,56 | 13.     |
| Agnese Pastare    | chód 20 km            |            |            |             |             |          |          | 1:31:54 | 24.     |

Konkurencje techniczne
| Zawodniczka      | Konkurencja    | Kwalifikacje | Kwalifikacje | Finał            | Finał            |
| Zawodniczka      | Konkurencja    | Wynik        | Miejsce      | Wynik            | Miejsce          |
| ---------------- | -------------- | ------------ | ------------ | ---------------- | ---------------- |
| Madara Palameika | rzut oszczepem | 60,62        | 10.          | 60,73            | 8.               |
| Līna Mūze        | rzut oszczepem | 59,91        | 13.          | → Nie awansowała | → Nie awansowała |
| Sinta Ozoliņa    | rzut oszczepem | 58,86        | 20.          | → Nie awansowała | → Nie awansowała |
| Ineta Radēviča   | skok w dal     | 6,68         | 5.           | 6,88             | 4.               |
| Lauma Grīva      | skok w dal     | 6,10         | 28.          | → Nie awansowała | → Nie awansowała |

| Zawodniczka     | Konkurencja | Konkurencja                | Wyniki                    | Punkty                    | Miejsce                   |
| --------------- | ----------- | -------------------------- | ------------------------- | ------------------------- | ------------------------- |
| Laura Ikauniece | siedmiobój  | bieg na 100 m przez płotki | 13,71                     | 1020                      | 27.                       |
| Laura Ikauniece | siedmiobój  | skok wzwyż                 | 1,83                      | 1016                      | 9.                        |
| Laura Ikauniece | siedmiobój  | pchnięcie kulą             | 12,64                     | 704                       | 12.                       |
| Laura Ikauniece | siedmiobój  | bieg 200 m                 | 24,16                     | 965                       | 12.                       |
| Laura Ikauniece | siedmiobój  | skok w dal                 | 6,13                      | 890                       | 8.                        |
| Laura Ikauniece | siedmiobój  | rzut oszczepem             | 51,27                     | 885                       | 6.                        |
| Laura Ikauniece | siedmiobój  | bieg na 800 m              | 2:12,13                   | 934                       | 9.                        |
| Laura Ikauniece | siedmiobój  | Finał                      |                           | 6414                      | 9.                        |
| Aiga Grabuste   | siedmiobój  | bieg na 100 m przez płotki | 13,65                     | 1028                      | 26.                       |
| Aiga Grabuste   | siedmiobój  | skok wzwyż                 | 1,77                      | 941                       | 5.                        |
| Aiga Grabuste   | siedmiobój  | pchnięcie kulą             | 13,52                     | 762                       | 22.                       |
| Aiga Grabuste   | siedmiobój  | bieg 200 m                 | Nie ukończyła konkurencji | Nie ukończyła konkurencji | Nie ukończyła konkurencji |
| Aiga Grabuste   | siedmiobój  | skok w dal                 |                           |                           |                           |
| Aiga Grabuste   | siedmiobój  | rzut oszczepem             |                           |                           |                           |
| Aiga Grabuste   | siedmiobój  | bieg na 800 m              |                           |                           |                           |
| Aiga Grabuste   | siedmiobój  | Finał                      |                           | Nie sklasyfikowana        | Nie sklasyfikowana        |

### Pięciobój nowoczesny
| Zawodnik          | Konkurencja | Szermierka | Szermierka | Szermierka | Pływanie | Pływanie | Pływanie | Jazda konna | Jazda konna | Jazda konna | Kombinacja: strzelanie/bieg przełajowy | Kombinacja: strzelanie/bieg przełajowy | Kombinacja: strzelanie/bieg przełajowy | Suma punktów | Pozycja |
| Zawodnik          | Konkurencja | Wynik      | M.         | Punkty     | Czas     | M.       | Punkty   | Kary        | M.          | Punkty      | Czas                                   | M.                                     | Punkty                                 | Suma punktów | Pozycja |
| ----------------- | ----------- | ---------- | ---------- | ---------- | -------- | -------- | -------- | ----------- | ----------- | ----------- | -------------------------------------- | -------------------------------------- | -------------------------------------- | ------------ | ------- |
| Deniss Čerkovskis | mężczyźni   | 23-12      | 4.         | 952        | 2:10,78  | 28.      | 1232     | 224         | 32.         | 976         | 10:46,88                               | 13.                                    | 2416                                   | 5576         | 19.     |
| Jeļena Rubļevska  | kobiety     | 25-10      | 1.         | 1000       | 2:26,93  | 32.      | 1040     | 64          | 16.         | 1136        | 12:17,22                               | 15.                                    | 2052                                   | 5228         | 8.      |

### Pływanie
Mężczyźni
| Zawodnik     | Konkurencja   | Eliminacje | Eliminacje | Półfinał        | Półfinał        | Finał           | Finał           |
| Zawodnik     | Konkurencja   | Czas       | Miejsce    | Czas            | Miejsce         | Czas            | Miejsce         |
| ------------ | ------------- | ---------- | ---------- | --------------- | --------------- | --------------- | --------------- |
| Uvis Kalniņš | 100m dowolnym | 49.96      | 30.        | → Nie awansował | → Nie awansował | → Nie awansował | → Nie awansował |

Kobiety
| Zawodniczka       | Konkurencja  | Eliminacje | Eliminacje | Półfinał         | Półfinał         | Finał            | Finał            |
| Zawodniczka       | Konkurencja  | Czas       | Miejsce    | Czas             | Miejsce          | Czas             | Miejsce          |
| ----------------- | ------------ | ---------- | ---------- | ---------------- | ---------------- | ---------------- | ---------------- |
| Gabriela Ņikitina | 50m dowolnym | 26,26      | 40.        | → Nie awansowała | → Nie awansowała | → Nie awansowała | → Nie awansowała |

### Podnoszenie ciężarów
Mężczyźni
| Zawodnik         | Konkurencja | Rwanie | Rwanie  | Podrzut | Podrzut | Razem  | Pozycja |
| Zawodnik         | Konkurencja | Wynik  | Pozycja | Wynik   | Pozycja | Razem  | Pozycja |
| ---------------- | ----------- | ------ | ------- | ------- | ------- | ------ | ------- |
| Artūrs Plēsnieks | −105 kg     | 175 kg | 9.      | 215 kg  | 7.      | 390 kg | 7.      |

### Siatkówka

#### Siatkówka plażowa
Mężczyźni
| Zawodnik                              | Konkurencja | Faza grupowa                                              | Faza grupowa                                       | Faza grupowa                                        | Pozycja | 1/8                                                 | Ćwierćfinały                                       | Półfinały                                      | Finał                                                      | Finał   |
| Zawodnik                              | Konkurencja | Przeciwnik Wynik                                          | Przeciwnik Wynik                                   | Przeciwnik Wynik                                    | Pozycja | Przeciwnik Wynik                                    | Przeciwnik Wynik                                   | Przeciwnik Wynik                               | Przeciwnik Wynik                                           | Pozycja |
| ------------------------------------- | ----------- | --------------------------------------------------------- | -------------------------------------------------- | --------------------------------------------------- | ------- | --------------------------------------------------- | -------------------------------------------------- | ---------------------------------------------- | ---------------------------------------------------------- | ------- |
| Mārtiņš Pļaviņš Jānis Šmēdiņš         | mężczyźni   | Jonathan Erdman Kay Matysik 2:1 (19:21, 23:21, 15:9)      | Igor Hernández Jesus Villafañe 2:0 (21:14, 21;16)  | Reinder Nummerdor Richard Schuil 2:0 (21:14, 21:18) | 1.      | Tarjei Skarlund Martin Spinnangr 2:0 (21:18, 21:16) | Jake Gibb Sean Rosenthal 2:1 (19:21, 21:18, 15:11) | Alison Cerutti Emanuel Rego 0:2 (15:21, 20:22) | Reinder Nummerdor Richard Schuil 2:1 (19:21, 21:19, 15:11) | brąz    |
| Aleksandrs Samoilovs Ruslans Sorokins | mężczyźni   | Grzegorz Fijałek Mariusz Prudel 2:1 (12:21, 21:15, 15:12) | Freedom Chiya Grant Goldschmidt 2:0 (21:13, 21:10) | Jake Gibb Sean Rosenthal 0:2 (10:21, 16:21)         | 3.      | → Nie awansowali                                    | → Nie awansowali                                   | → Nie awansowali                               | → Nie awansowali                                           | 9.      |

### Strzelectwo
Mężczyźni
| Zawodnik          | Konkurencja                  | Kwalifikacje | Kwalifikacje | Finał           | Finał           |
| Zawodnik          | Konkurencja                  | Wynik        | Pozycja      | Wynik           | Pozycja         |
| ----------------- | ---------------------------- | ------------ | ------------ | --------------- | --------------- |
| Afanasijs Kuzmins | pistolet szybkostrzelny 25 m | 569          | 17.          | → Nie awansował | → Nie awansował |

### Tenis stołowy
| Zawodnik      | Konkurencja        | Eliminacje       | Runda 1                                                            | Runda 2                                       | Runda 3          | 1/8 finału       | Ćwierćfinały     | Półfinały        | Finał            | Finał   |
| Zawodnik      | Konkurencja        | Przeciwnik Wynik | Przeciwnik Wynik                                                   | Przeciwnik Wynik                              | Przeciwnik Wynik | Przeciwnik Wynik | Przeciwnik Wynik | Przeciwnik Wynik | Przeciwnik Wynik | Pozycja |
| ------------- | ------------------ | ---------------- | ------------------------------------------------------------------ | --------------------------------------------- | ---------------- | ---------------- | ---------------- | ---------------- | ---------------- | ------- |
| Matīss Burģis | gra pojedyncza (m) |                  | Pierre-Luc Hinse 4-3 (14:12, 11:2, 7:11, 9:11, 13:11, 15:17, 11:8) | Aleksiej Smirnow 0-4 (5:11, 5:11, 4:11, 9:11) | → Nie awansował  | → Nie awansował  | → Nie awansował  | → Nie awansował  | → Nie awansował  | 33.     |

### Zapasy
Mężczyźni – styl wolny
| Zawodnik          | Konkurencja | Kwalifikacje     | 1/8               | Ćwierćfinał         | Półfinał         | Repesaż 1        | Repesaż 2        | Finał            | Finał   |
| Zawodnik          | Konkurencja | Przeciwnik Wynik | Przeciwnik Wynik  | Przeciwnik Wynik    | Przeciwnik Wynik | Przeciwnik Wynik | Przeciwnik Wynik | Przeciwnik Wynik | Pozycja |
| ----------------- | ----------- | ---------------- | ----------------- | ------------------- | ---------------- | ---------------- | ---------------- | ---------------- | ------- |
| Armands Zvirbulis | −84 kg      |                  | Jose Robertti 2-1 | Soslan Gattsiev 2-3 | → Nie awansował  | → Nie awansował  | → Nie awansował  | → Nie awansował  | 10.     |

Kobiety – styl wolny
| Zawodnik              | Konkurencja | Kwalifikacje     | 1/8                  | Ćwierćfinał                  | Półfinał         | Repesaż 1        | Repesaż 2        | Finał            | Finał   |
| Zawodnik              | Konkurencja | Przeciwnik Wynik | Przeciwnik Wynik     | Przeciwnik Wynik             | Przeciwnik Wynik | Przeciwnik Wynik | Przeciwnik Wynik | Przeciwnik Wynik | Pozycja |
| --------------------- | ----------- | ---------------- | -------------------- | ---------------------------- | ---------------- | ---------------- | ---------------- | ---------------- | ------- |
| Anastasija Grigorjeva | −63 kg      |                  | Jelena Pirożkowa 7-2 | Soronzonboldyn Batceceg 4-10 | → Nie awansowała | → Nie awansowała | → Nie awansowała | → Nie awansowała | 9.      |